# Joe Rushton
Joseph Augustine „Joe“ Rushton (* 19. April 1907 in Evanston (Illinois); † 2. März 1964 in San Francisco) war ein US-amerikanischer Basssaxophonist des Hot Jazz und Swing. Zu Beginn seiner Karriere spielte er Klarinette und verschiedene Saxophone; ab 1928 wurde das Basssaxophon zu seinem Hauptinstrument. Er gilt neben Adrian Rollini als einer der bekanntesten Spieler dieses Instruments aus der Frühzeit des Jazz.
Rushton leitete von 1928 bis 1932 in Chicago eine eigene Band. Er spielte dann mit Pete Daily, Ted Weems (1934), Jimmy McPartland (1934–37, 1940) und Bud Freeman und überbrückte Lücken durch eine Tätigkeit in der Luftfahrtindustrie. Dann zog er nach New York City, wo er bei Benny Goodman wirkte (1942/43). Anschließend war er in Kalifornien bei Horace Heidt (1943–45) aktiv. 1947 wurde er langjährig Mitglied der Five Pennies von Red Nichols, bei dem er bis 1963 tätig war. Unter eigenem Namen spielte er 1945/47 sechs Plattenseiten für Jump Records ein, ansonsten war er als Begleitmusiker aktiv. Er nahm mit Bud Jacobsen (1941), Pete Daily, Charles La Vere (1945), Red Nichols, Paul Whiteman, Floyd O’Brien und den Rampart Street Paraders auf.

## Lexikalische Einträge
- Carlo Bohländer, Karl Heinz Holler: Reclams Jazzführer (= Reclams Universalbibliothek. Nr. 10185/10196). Reclam, Stuttgart 1970, ISBN 3-15-010185-9.
- Richard Cook, Brian Morton: The Penguin Guide to Jazz on CD. 6. Auflage. Penguin, London 2002, ISBN 0-14-051521-6.
- Leonard Feather, Ira Gitler: The Biographical Encyclopedia of Jazz. Oxford University Press, New York 1999, ISBN 0-19-532000-X.
- John Jörgensen, Erik Wiedemann Jazzlexikon. Mosaik, München, 1967